# Deutsches Reitpony
Das Deutsche Reitpony (DRP) ist die erfolgreichste deutsche Ponyzüchtung.
Hintergrundinformationen zur Pferdebewertung und -zucht finden sich unter: Exterieur, Interieur und Pferdezucht.

## Exterieur
Es handelt sich um ein „Miniatur-Warmblut“. Mehr als andere Ponyrassen kommt das Deutsche Reitpony einem Reitpferd nahe. Man könnte es als Deutsches Reitpferd im Kleinformat bezeichnen. Das Pony zeichnet sich durch eine liebenswürdige Ausstrahlung und lebhafte freundliche Augen aus.

## Interieur
Das Deutsche Reitpony ist als Kinder- und Jugendreitpony gezüchtet worden. Es ist gleichermaßen für Dressur wie fürs Springen bestens geeignet. Außerdem ist es ein sehr gutes Kinderpony. Man sollte sich keinesfalls durch die geringere Größe dieses Pferdes täuschen lassen, es ist ein richtiges Pferd, das alle Eigenheiten eines Großpferdes haben kann. Außerdem ist es auch für nicht allzu schwere Erwachsene geeignet.

## Zuchtgeschichte
Die Zucht des Deutschen Reitponys begann etwa 1965, als eine Kreuzung aus verschiedenen Pony- und Pferderassen, vor allem Welsh-Ponys, Arabern, Anglo-Arabern und Englischen Vollblütern. Ziel der Züchter war es damals, in der wieder erstarkenden Turnierszene Ponys für Kinder zur Verfügung zu stellen, die einerseits beim Turnier eine gute Figur machten und andererseits geeignet waren, Kinder mit einem von ihnen beherrschbaren, am Warmblut orientierten kleinen Pferd auszustatten, das dennoch einen gewissen Ponytyp bzw. -charakter hat.

## Sport

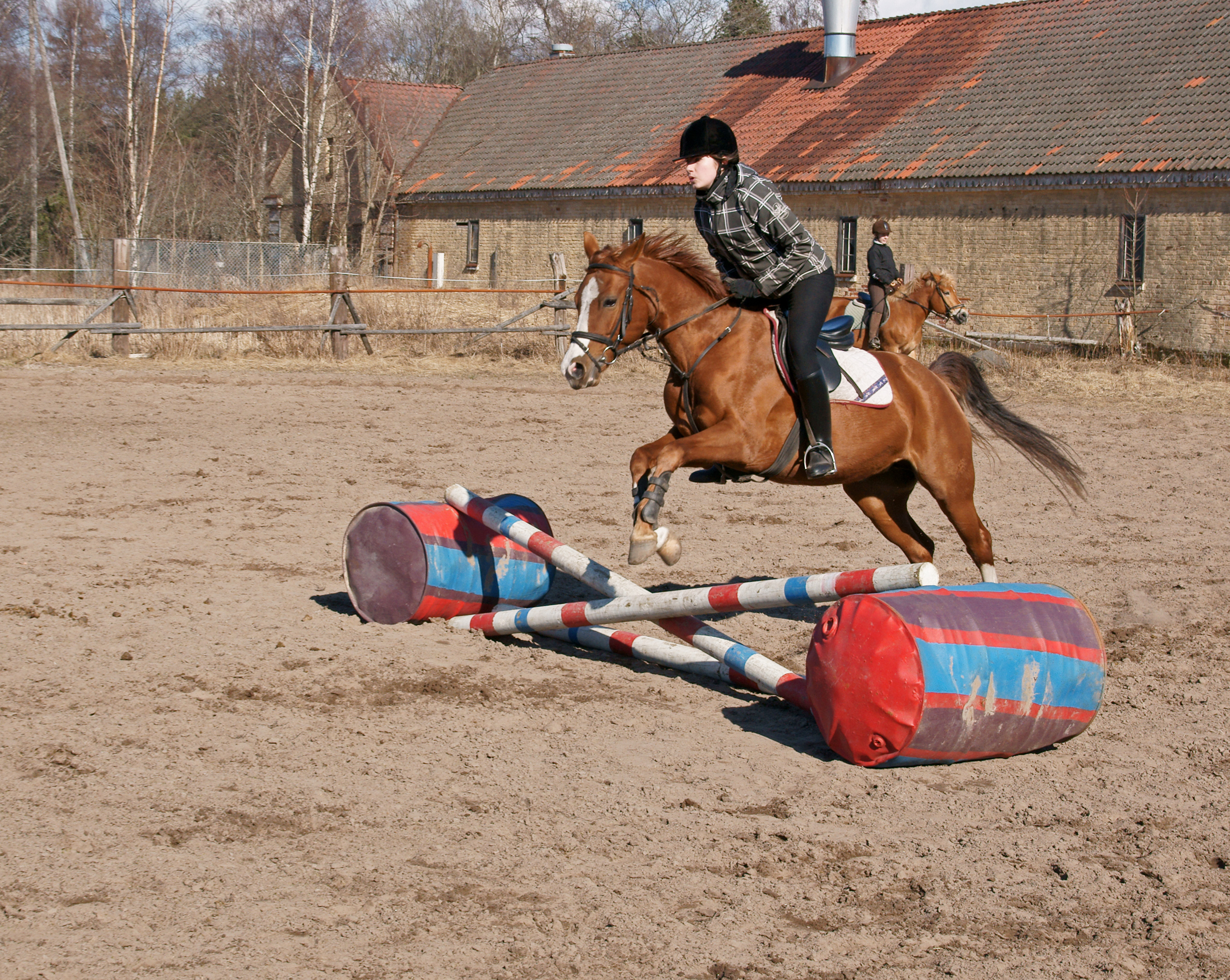
Deutsche Reitpony-Stute über dem Sprung

Besonders in Europa wird der Ponyturniersport sehr gefördert. Die Deutschen Reitponys, die nicht größer werden dürfen als 148 cm (149 cm mit Eisen), um als Turnierpony eingetragen zu werden, werden von Kindern und Jugendlichen bis 16 Jahren in den Sportarten Dressur, Springen und Vielseitigkeit auf Championaten vorgestellt. Auf regionalen Turnieren sind auch Reiter zugelassen, die älter als 16 Jahre sind. Wichtige Turniere für die Ponyreiter sind die Deutschen Jugendmeisterschaften, die Europameisterschaften, die Future Champions und der „Preis der Besten“. In der Dressur werden die Internationalen Dressuraufgaben der FEI (Stand 2009) geritten, also Vorbereitungsprüfung, Mannschaftswertung und Einzelwertung. Für Ponys entspricht dies der Klasse L mit Schulterherein und Traversalen auf einem Viereck der Größe 20 m × 60 m. Die Springreiter müssen Pony-M-Springen reiten, die Vielseitigkeitsreiter eine A-Dressur, ein A-Springen und eine A-Geländeprüfung. Um an den Meisterschaften und Championaten teilnehmen zu können, müssen die Ponyreiter entweder im Regionalkader, Landeskader oder im Bundeskader sein. Dabei legt jedes Zuchtland eine bestimmte Anzahl an Erfolgen fest, die das Paar erritten haben muss, um von dem jeweiligen Landestrainer in den Landeskader berufen zu werden. Wer im Landeskader ist, kann nach Sichtungsprüfungen an überregionalen Turnieren wie den Deutschen Meisterschaften, den „European Youngster Classics“ und dem „Preis der Besten“ teilnehmen, in dem er sich qualifiziert oder vom Landestrainer genannt wird. Aufgrund der Erfolge auf diesen Turnieren wird entschieden, wer von den Bundestrainern in den Bundeskader berufen wird. Mit 16 scheidet ein Ponyreiter automatisch aus den Kadern aus.